# Esther Morales Fernández
Esther Morales Fernández (nascida em 9 de agosto de 1985) é uma nadadora paralímpica espanhola. Possui deficiência física e é classificada nas categorias de nadadoras S10, SB9 e SM19.

## Biografia
Da região catalã da Espanha, Esther começou a nadar aos três anos e por muitos anos pertenceu ao Clube Natacío Sitges.

## Carreira
Em 2007, participou do IDM German Open. No Campeonato Europeu de Natação IPC de 2009, realizado em Reykjavik, na Islândia, Esther fatura a medalha de bronze no revezamento 4x100 metros livre, ao lado de Sarai Gascón Moreno, Ana Rubio e Julia Castelló. Antes do Campeonato Mundial de Natação Adaptada de 2010, ela entrou para o campo de natação com a equipe nacional que integrava o Programa Paralímpico de Alto Rendimento (Paralympic High Performance Program, HARP). O Eindhoven, nos Países Baixos, foi a sede do Campeonato Mundial de Natação de 2010, no qual Esther participou, onde se classificou para a final dos 50 metros livre, prova na qual terminou na quinta colocação. Nadou também os 100 metros costas. Esther foi uma das quatro nadadoras espanholas no Campeonato Mundial que estavam filiadas ao CTEIB, um instituto criado pelo governo das Ilhas Baleares, destinado a proporcionar o desenvolvimento dos atletas de elite de alto rendimento. Participou, em 2013, do Campeonato da Espanha de Natação Paralímpica Aberta Autônoma, onde representou as Ilhas Baleares.

### Jogos Paralímpicos
Disputou os Jogos Paralímpicos de Verão de 2000, em Sydney, onde não conquistou medalhas. Na Paralimpíada de Atenas, em 2004, nadou os 50 metros livre e os 100 metros costas, provas nas quais ficou em terceiro lugar. Nadou também os 100 metros costas nos Jogos Paralímpicos de 2008, onde ficou com a terceira colocação. Já nos Jogos Paralímpicos de Verão de 2012, em Londres, Esther integrou o revezamento 4x100 metros livre com Sarai Gascón Moreno, Teresa Perales e Isabel Yingüa Hernández, que terminou em quarto lugar.

## Dados pessoais
Esther nasceu em 1985 na capital espanhola, Barcelona, e desde 2012 reside em Palma de Mallorca, nas Ilhas Baleares.